# Kasimir Edschmid
Kasimir Edschmid, seudónimo de Eduard Schmid (Darmstadt, 5 de octubre de 1890 - Tarasp, 31 de agosto de 1966) fue un escritor expresionista alemán.

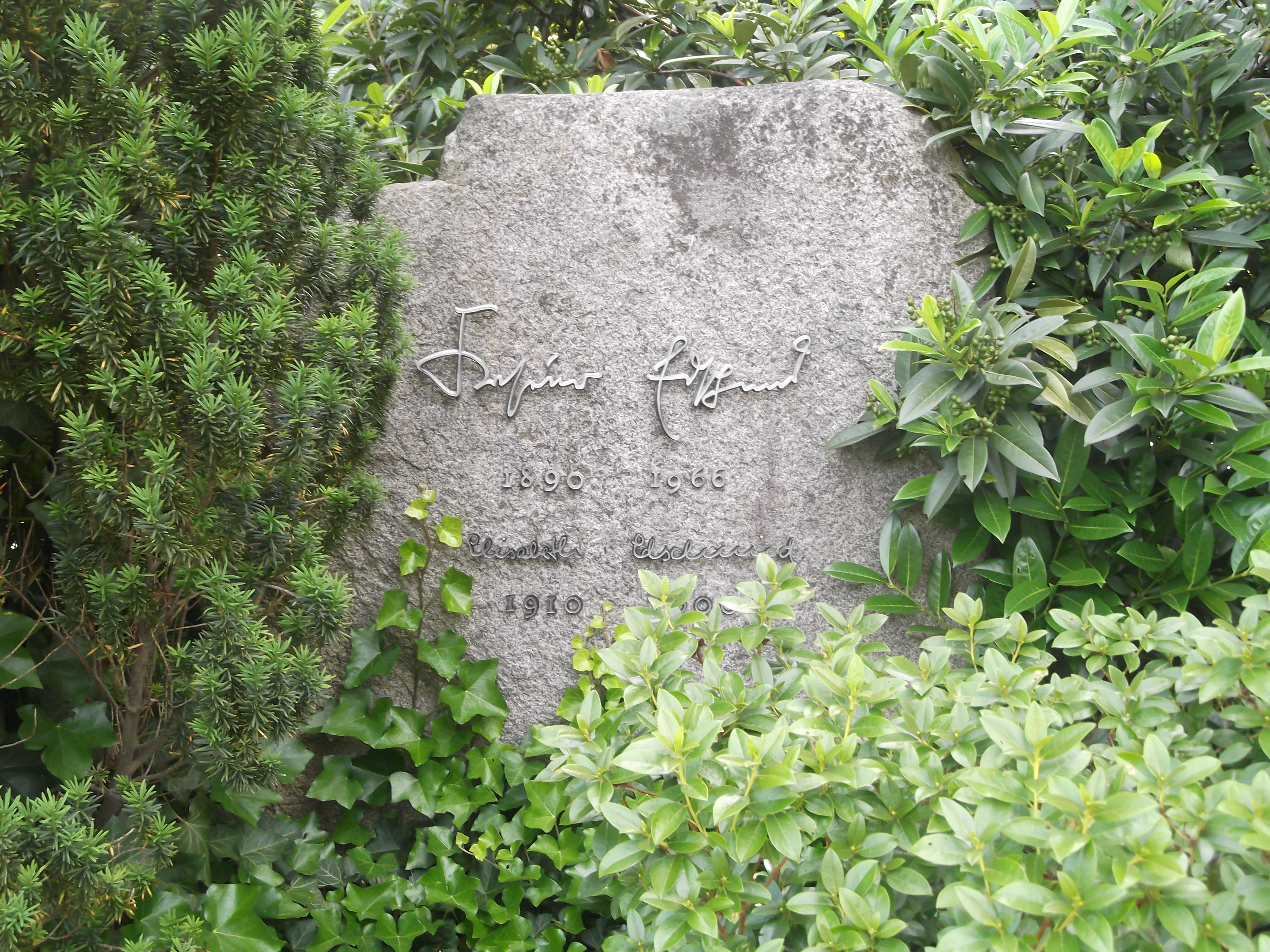
Tumba de Kasimir Edschmid en el "Alter Friedhof" en Darmstadt (Alemania)

Estudió en Múnich, París, Gießen y Estrasburgo. Fue hasta 1920 un pionero del expresionismo, siendo sus obras primordiales para el desarrollo de este estilo, tanto sus novelas como sus escritos teóricos. Realizó largos viajes por el Mediterráneo, África y América del Sur, dando lugar a numerosas publicaciones, algunas de las cuales fueron prohibidas por el nazismo.

## Obras
- Verse, Hymnen, Gesänge (1911)
- Bilder, Lyrische Projektionen (1913)
- Timur (1916)
- Bernhard Hoetger (1916)
- Die Karlsreis (1918)
- Die Fürstin (1918)
- Stehe von Lichtern gestreichelt (1919)
- Über den Expressionismus in der Literatur und die neue Dichtung (1919)
- Die achatnen Kugeln (1920)
- Die doppelköpfige Nymphe. Aufsätze über die Literatur und die Gegenwart (1920)
- In memoriam Lisl Steinrück (1920)
- Kean (1921)
- Das Puppenbuch (1921)
- Frauen (1922)
- Hamsun, Flaubert (1922)
- Das Bücher-Dekameron. Eine Zehn-Nächte-Tour durch die europäische Gesellschaft und Literatur (1923)
- Basken, Stiere, Araber (1926)
- Afrika: Nackt und angezogen (1929)
- Jones und die Stiere
- Glanz und Elend Südamerikas (1931)
- Deutsches Schicksal (1932)
- Das Südreich. Roman der Germanenzüge (1933)
- Lorbeer, Leid und Ruhm (1935)
- Gärten, Männer und Geschichte (1937)
- Inseln, Römer und Cäsaren (1939)
- Hirten, Helden und Jahrtausende' (1941)
- Das gute Recht (1946)
- Lesseps - Das Drama von Panama (1947)
- Seefahrt, Palmen und Unsterblichkeit (1948)
- Wenn es Rosen sind, werden sie blühen (1950)
- Der Zauberfaden (1951)
- Frühe Manifeste. Epochen des Expressionismus (1957)
- Tagebuch 1958-1960 (1960)
- Lebendiger Expressionismus. Auseinandersetzungen, Gestalten, Erinnerungen (1961)
- Portraits und Denksteine (1962)
- Briefe der Expressionisten (1964)
- Die frühen Erzählungen (1965)
- Italien. Landschaft, Geschichte, Kultur (1968)